# Championnat du Guatemala de football 1959-1960
Navigation
Saison précédente Saison suivante
La Liga Nacional 1959-1960 est la dixième édition de la première division guatémaltèque.
Lors de ce tournoi, le CSD Comunicaciones a conservé son titre de champion du Guatemala face aux quatorze meilleurs clubs guatémaltèques.
Chacun des quinze clubs participants était confronté deux fois aux quatorze autres équipes.
Une seule place était qualificative pour la première édition de la Coupe des champions de la CONCACAF

## Les 15 clubs participants
| \| Guatemala: Aurora FC CSD Comunicaciones CSD Municipal Tipografía Nacional Universidad SC Antigua GFC Guatemala Deportivo Chichicaste Guatemala Juventud Escuintleca Guatemala Deportivo Quiché Juventud Retalteca Deportivo Sanarate Guatemala Xelaju MC Deportivo Zacapa \| Localisation des clubs engagés dans le championnat. |
| Guatemala: Aurora FC CSD Comunicaciones CSD Municipal Tipografía Nacional Universidad SC Antigua GFC Guatemala Deportivo Chichicaste Guatemala Juventud Escuintleca Guatemala Deportivo Quiché Juventud Retalteca Deportivo Sanarate Guatemala Xelaju MC Deportivo Zacapa                                                           |

Ce tableau présente les quinze équipes qualifiées pour disputer le championnat 1959-1960. On y trouve le nom des clubs, le nom des stades dans lesquels ils évoluent ainsi que la capacité et la localisation de ces derniers.
| Club                  | Stade                            | Capacité          | Ville                 |
| Antigua GFC           | Stade Pensativo                  | 10 000            | Antigua Guatemala     |
| Aurora FC             | Stade de l'Ejército              | 13 300            | Guatemala City        |
| Deportivo Chichicaste | Stade inconnu                    | Capacité inconnue | Chichicaste           |
| CSD Comunicaciones    | Stade Mateo Flores               | 30 000            | Guatemala City        |
| Juventud Escuintleca  | Stade Ricardo Muñoz Gálvez       | 3 000             | Escuintla             |
| Eureka                | Stade inconnu                    | Capacité inconnue | Ville inconnue        |
| Folgar                | Stade inconnu                    | Capacité inconnue | Ville inconnue        |
| CSD Municipal         | Stade Mateo Flores               | 30 000            | Guatemala City        |
| Deportivo Quiché      | Stade inconnu                    | Capacité inconnue | Santa Cruz del Quiché |
| Juventud Retalteca    | Stade Óscar Monterroso Izaguirre | 8 000             | Retalhuleu            |
| Deportivo Sanarate    | Stade inconnu                    | Capacité inconnue | Sanarate              |
| Tipografía Nacional   | Stade La Pedrera                 | Capacité inconnue | Guatemala City        |
| Universidad SC        | Stade de la Revolución           | 5 000             | Guatemala City        |
| Xelaju MC             | Stade Mario Camposeco            | 11 000            | Quetzaltenango        |
| Deportivo Zacapa      | Stade David Ordoñez Bardales     | 10 000            | Zacapa                |

## Compétition
Les quinze équipes affrontent à deux reprises les quatorze autres équipes selon un calendrier tiré aléatoirement.
Le classement est établi sur l'ancien barème de points (victoire à 2 points, match nul à 1, défaite à 0).
Le départage final se fait selon les critères suivants :
- Le nombre de points.
- La différence de buts générale.
- Le nombre de buts marqué.

### Classement
| Rang | Équipe                | Pts | J  | G  | N | P  | Bp | Bc | Diff |
| ---- | --------------------- | --- | -- | -- | - | -- | -- | -- | ---- |
| 1    | CSD Comunicaciones T  | 45  | 28 | 21 | 3 | 4  | 69 | 28 | +41  |
| 2    | CSD Municipal         | 42  | 28 | 18 | 6 | 4  | 68 | 28 | +40  |
| 3    | Antigua GFC P         | 36  | 28 | 15 | 6 | 7  | 66 | 47 | +19  |
| 4    | Aurora FC             | 31  | 28 | 12 | 7 | 9  | 54 | 43 | +11  |
| 5    | Tipografía Nacional   | 31  | 28 | 12 | 7 | 9  | 52 | 43 | +9   |
| 6    | Folgar                | 27  | 28 | 10 | 7 | 11 | 42 | 50 | -8   |
| 7    | Xelaju MC             | 27  | 28 | 10 | 7 | 11 | 54 | 59 | -5   |
| 8    | Deportivo Zacapa P    | 26  | 28 | 9  | 8 | 11 | 45 | 42 | +3   |
| 9    | Universidad SC        | 26  | 28 | 10 | 6 | 12 | 45 | 47 | -2   |
| 10   | Deportivo Sanarate P  | 25  | 28 | 11 | 3 | 14 | 59 | 73 | -14  |
| 11   | Eureka                | 24  | 28 | 10 | 4 | 14 | 39 | 54 | -15  |
| 12   | Deportivo Chichicaste | 24  | 28 | 10 | 4 | 14 | 50 | 59 | -9   |
| 13   | Juventud Escuintleca  | 22  | 28 | 8  | 6 | 14 | 53 | 68 | -15  |
| 14   | Juventud Retalteca P  | 18  | 28 | 7  | 4 | 17 | 45 | 74 | -29  |
| 15   | Deportivo Quiché P    | 16  | 28 | 7  | 2 | 19 | 40 | 66 | -26  |

| Légende : Qualifications et relégations | Légende : Qualifications et relégations                             |
| --------------------------------------- | ------------------------------------------------------------------- |
|                                         | Coupe des champions de la CONCACAF 1962 (1er Tour de qualification) |
|                                         | T Tenant du titre P Promu de la saison 1957-1958                    |

## Bilan du tournoi
| Championnat du Guatemala de football 1959-1960           |                         |
| Champion                                                 | CSD Comunicaciones      |
| Dauphin                                                  | CSD Municipal           |
| Coupes et trophées                                       |                         |
| Vainqueur Copa de Guatemala                              | CSD Municipal           |
| Qualifications continentales                             |                         |
| Coupe des champions 1962 (Premier tour de qualification) | CSD Comunicaciones      |
| Promotions et relégations                                |                         |
| Promus en Liga Nacional de Guatemala                     | Deportivo Amatitlán     |
| Promus en Liga Nacional de Guatemala                     | Aviateca                |
| Promus en Liga Nacional de Guatemala                     | Cobán Imperial          |
| Promus en Liga Nacional de Guatemala                     | Deportivo Huehuetenango |
| Promus en Liga Nacional de Guatemala                     | IRCA                    |
| Promus en Liga Nacional de Guatemala                     | Deportivo Marquense     |
| Promus en Liga Nacional de Guatemala                     | Deportivo Rosario       |
| Promus en Liga Nacional de Guatemala                     | CSD Sacachispas (en)    |
| Relégués en Primera División de Guatemala                | Aucun                   |